# بروتوكول تعمية
بروتوكول التعمية هو بروتوكول مجرد أو غير ملموس، يؤدي وظيفة ذات الصلة بالأمن وتطبق أساليب التعمية.
بروتوكول يصف كيف ينبغي استخدام الخوارزميات بروتوكول مفصل بما فيه الكفاية يتضمن تفاصيل عن هياكل البيانات والتأكيدات، وعند هذه النقطة يمكن استخدامه لأغراض متعددة، قابلة للتشغيل المتبادل حسب إصدارات البرنامج.
بروتوكولات التعمية تستخدم على نطاق واسع لتأمين نقل البيانات على مستوى التطبيق. بروتوكول التعمية يشتمل عادة على الأقل علي بعض من هذه الجوانب :
- مفتاح اتفاق أو إنشاء
- كيان المصادقة
- متماثل التعمية والمصادقة علي رسالة مواد البناء
- تأمين نقل البيانات على مستوى التطبيق
- أساليب عدم التنصل

على سبيل المثال، أمن طبقة النقل (تلس) هو بروتوكول التعمية الذي يستخدم لتأمين ويب (بروتوكول نقل النص الفائق) وصلات. إنها آلية مصادقة الكيان، على أساس نظام X.509 ومرحلة الإعداد الرئيسية حيث يتم تشكيل متماثل لمفتاح التعمية عن طريق استخدام الترميز بالمفتاح العمومي، ونقل البيانات وظيفة على مستوى التطبيق. هذه الجوانب الثلاثة انها مترابطة بصورة مهمة - تلس - القياسية لا يوجد بها دعم لعدم التنصل.
وهناك أنواع أخرى من بروتوكولات التعمية كذلك، وحتى هذا المصطلح نفسه وقراءات مختلفة ومتنوعة لتطبيق بروتوكولات التعمية غالبا ما تستخدم واحدة أو أكثر من الأساليب الكامنة وراء الاتفاقات الرئيسية، التي هي أيضا في بعض الأحيان بذات نفسها يشار إليها علي انها «بروتوكولات التعمية». على سبيل المثال، تلس وظفت ما يعرف باسم ديفي هيلمان عبارة عن تغيير للمفاتيح فهي على الرغم من التوظيف لكيان آخر الا انه ليست سوى جزء من تلس في حد ذاته، يمكن أن ينظر إليها ديفي هيلمان علي انه بروتوكول تعمية كامل في حد ذاته لتطبيقات أخرى.
يمكن في بعض الأحيان لبروتوكولات التعمية ان تقيم تحقيق رسميا على المستوى المجرد.

## بروتوكولات التعمية المتقدمة
مجموعة واسعة من بروتوكولات التعمية تتجاوز الأهداف التقليدية لسرية البيانات وسلامتها، ومصادقة للتأمين أيضا مع مجموعة متنوعة من غيرها من الخصائص المرغوبة للتعاون الحاسوبي. ويمكن استخدام التواقيع الرقمية للمكفوفين نقدا لوثائق التفويض الرقمية لإثبات أن الشخص يحمل سمة خاصة أو الحق دون الكشف عن هوية ذلك الشخص أو هوية الأطراف التي تتعامل مع هذا الشخص. يمكن أن تستخدم الطريقة الرقمية الآمنة كختم الوقت لاثبات ان البيانات (حتى لو السرية) كانت موجودة في فترة معينة من الزمن. ويمكن استخدام تأمين حساب التعددية الحزبية لحساب الإجابات (مثل تحديد أعلى عرض في مزاد) استنادا إلى البيانات السرية (مثل عروض خاصة)، حتى أنه عند بروتوكول اكتمال المشاركين لا يتعرفون سوى على المدخلات الخاصة والإجابة فقط. عدم انكار التوقيعات تشمل البروتوكولات التفاعلية التي تسمح للموقع إثبات التزوير والحد الذي يمكن التحقق من صحة التوقيع الرقمي—تقوية التعمية  منكورة كمعيار للتعمية من قبل مما يجعل من المستحيل لأحد المهاجمين إثبات رياضيا وجود رسالة مشفرة تمازج الأرقام تخلق حالة يصعب تتبعها بالاتصالات.

## أمثلة
- حزمة أمن بروتوكول الإنترنت
- كيربيروس
- بروتوكول طبقة المقابس الآمنة
- بروتوكول المصادقة